# 德蒙特·莫羅尼
德蒙特·莫羅尼（英語：Dermot Mulroney，1963年10月31日—）是美國的一位演員和電影導演。他從1980年代開始出道，他主演過的主要電影包括《年輕槍手》、《時光流逝》、《真的想嫁你》、《關於施密特》、《八月心風暴》等。

## 演出作品
- 《年輕槍手》
- 《時光流逝》
- 《雙面女蠍星》
- 《真的想嫁你》
- 《關於施密特》
- 《八月心風暴》
- 《婚前一叮》